# Марк Аппулей
Марк Аппулей (лат. Marcus Appuleus; 74 до н. е. — після 12 до н. е.) — політичний і державний діяч часів пізньої Римської республіки і ранньої Римської імперії, консул 20 року до н. е. Спочатку був прихильником республіканців, потім імператора Октавіана Августа.

## Життєпис
Походив з плебейського роду Аппулеїв. Син Секста Аппулея, претора і квестора (роки перебування на посаді невідомі) та Октавії Старшої, сестри Октавіана Августа. У 45 році до н. е. Марк Аппулей став членом колегії авгурів та квестором. У 44 році до н. е. виконував обов'язки проквестора у провінції Азія. Підтримав вбивство Гая Юлія Цезаря, а згодом втік до Марка Брута, який у 43 році до н. е. призначив Аппулея своїм легатом в провінції Азія. У 42 році до н. е. став проконсулом Віфінії. Після поразки Брута перейшов на бік Марка Антонія. Згодом замирився з Октавіаном, у 20 році до н. е. його було обрано консулом разом з Публієм Сілієм Нервою. Після завершення каденції відійшов від державницьких справ. У 13 році до н. е. його було зображено на Вівтарі Миру.